# Esteban Salas
Pour les articles homonymes, voir Salas.
Esteban Salas (né à La Havane le 25 décembre 1725, mort à  Santiago de Cuba le 14 juillet 1803) est un compositeur cubain, maître de chapelle à la cathédrale de Santiago de Cuba de 1764 jusqu'à sa mort en 1803.

## Discographie
- Nativité à Santiago de Cuba (Ensemble Ars Longa La Havana, Teresa Paz et Josep Cabré;  K617, 2001)